# Комітет радянських жінок
Антифаши́стський коміте́т радя́нських жі́нок" — громадська організація радянського жіноцтва, створена в Москві у вересні 1941 для об'єднання його зусиль у боротьбі проти фашизму. 
З травня 1956 цей комітет перетворено в Комітет радянських жінок (КРЖ).